# Lasioglossum victoriellum
Lasioglossum victoriellum är en biart som först beskrevs av Cockerell 1914.  Lasioglossum victoriellum ingår i släktet smalbin, och familjen vägbin. Inga underarter finns listade i Catalogue of Life.

## Bildgalleri

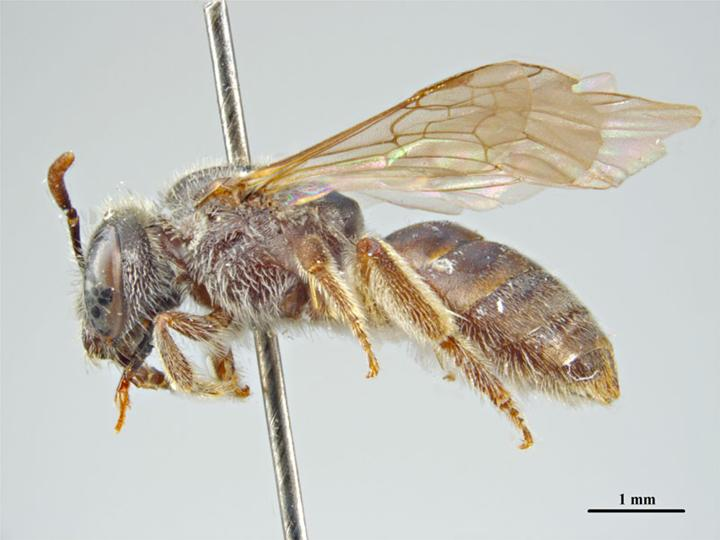
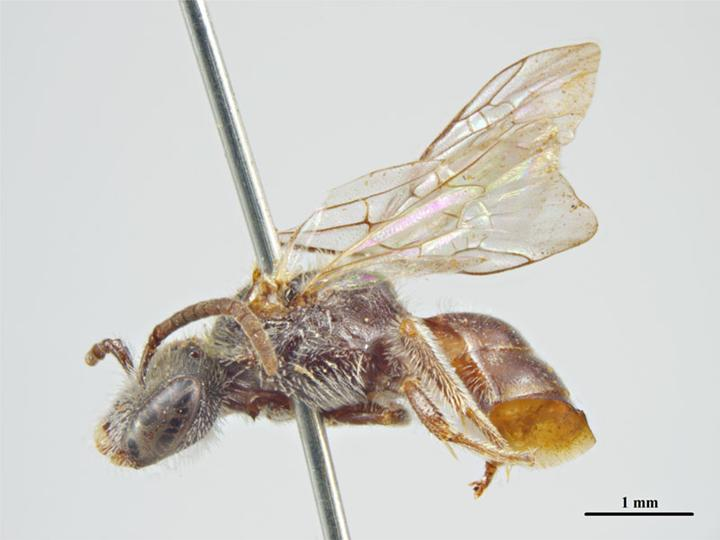